# كرولي
كرولي بلدة إنجليزية تقع إلى جنوب لندن على الطريق السيار إم 23 المؤدي إلى برايتون على ساحل المانش. وبها مطار غاتويك أحد مطارات العاصمة الرئيسية.

## الاقتصاد
«كرولي» تحتضن مقرات لعدد من الشركات الكبرى ومتعددة الجنسيات، نظرا لقربها من العاصمة ووجود المطار بها، ومنها:
- جي فور إس الأمنية متعددة الجنسيات
- فيرجن أتلانتيك السياحية البريطانية
- بريتيش إيرويز للطيران البريطانية
- دوسان للصناعات الثقيلة والطاقة والإنشاءات الكورية
- تال للإلكترونيات والطيران والفضاء والدفاع والسلاح والنقل والأمن الفرنسية

وغيرها

## الجغرافيا
في (51.1092, −0.1872) 51°6′33″N 0°11′14″W / 51.10917°N 0.18722°W تقع مدينة كرولي شمال شرق مقاطعة ويست ساسكس في جنوب شرق إنجلترا، على بُعد 45 كيلومترًا (28 ميلًا) جنوب لندن و29 كيلومترًا (18 ميلًا) شمال برايتون وهوف. تحدها مقاطعتا ميد ساسكس وهورشم في مقاطعة ويست ساسكس، بالإضافة إلى مقاطعتي مول فالي وتاندريدج، ومقاطعتي ريغيت وبانستيد في مقاطعة سري. تشمل المدن القريبة هورشام وهايواردز هيث وبورغيس هيل وإيست غرينستيد بالإضافة إلى مدن سري هورلي وريد هيل وريغيت وأوكستيد ودوركينج.

### الأحياء والمناطق

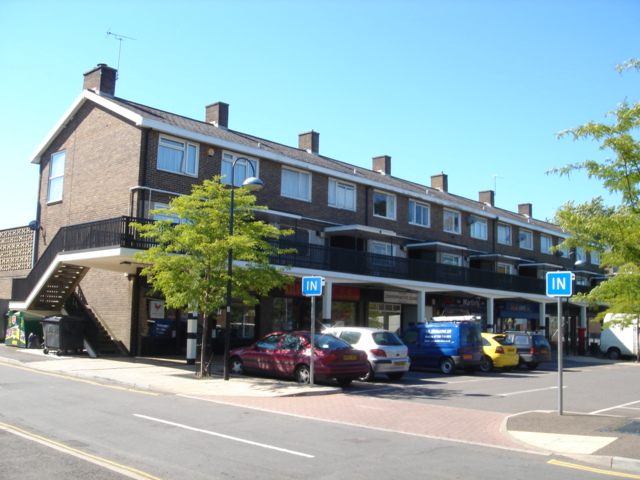
موكب المحلات التجارية في حي ساوثجيت

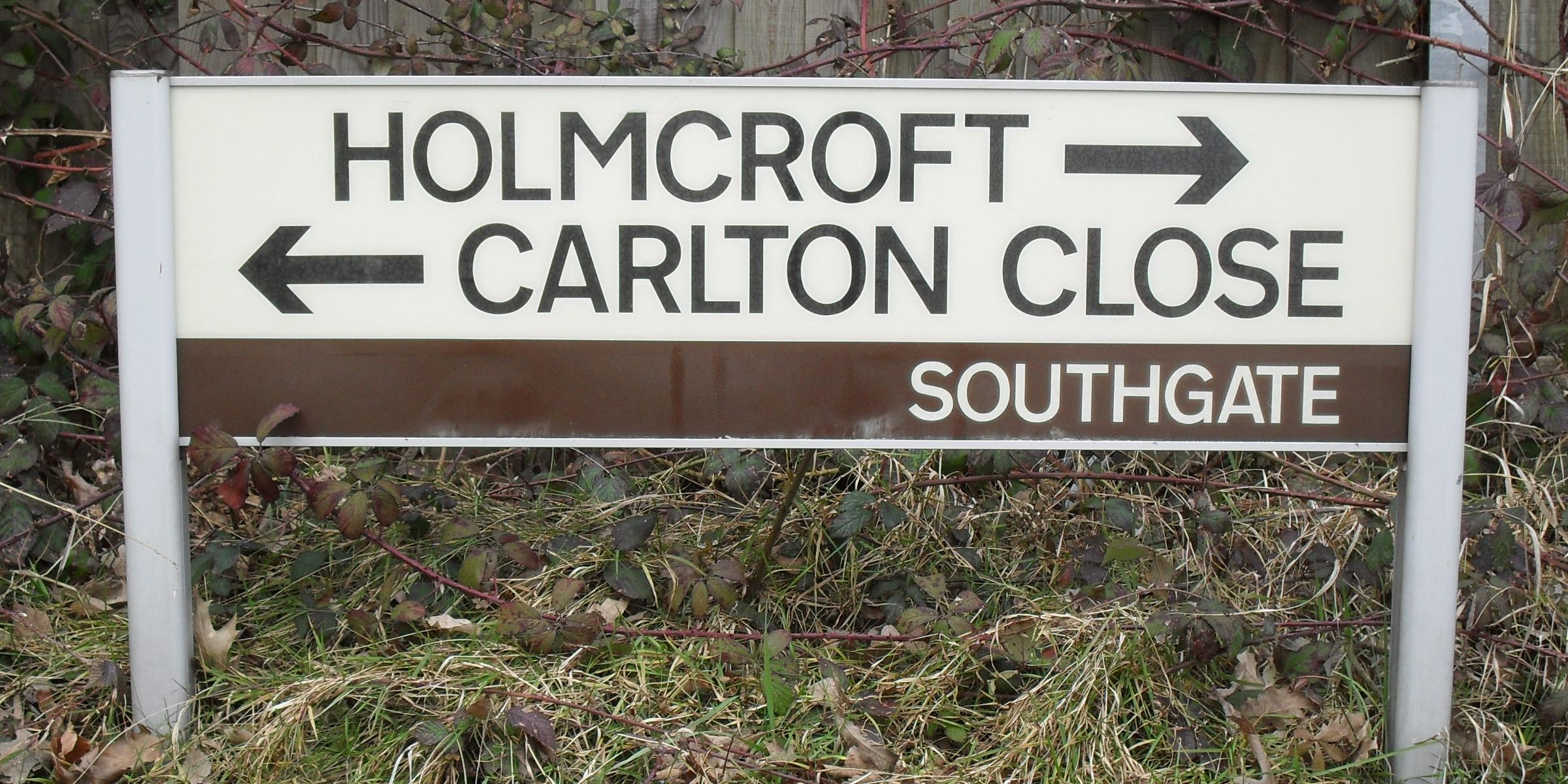
يحتوي كل حي على علامات أسماء الشوارع ذات الألوان المرمزة (مثال Southgate في الصورة).

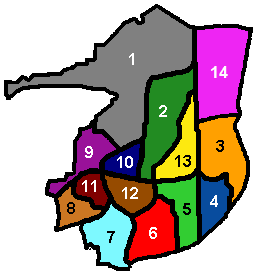
أحياء كرولي المحددة في الجدول

يوجد 14 حيًا سكنيًا كل منها يحتوي على مجموعة متنوعة من أنواع المساكن: منازل متدرجة وشبه منفصلة ومنفصلة وشقق منخفضة الارتفاع وبنغلات. لا توجد أبراج سكنية باستثناء شقق ميلتون ماونت المكونة من ثمانية طوابق في الطرف الشمالي من باوند هيل. تحتوي العديد من المنازل على حدائقها الخاصة وتقع بعيدًا عن الطرق. مركز كل حي هو موكب تسوق ومركز مجتمعي وكنيسة ولكل منها مدرسة ومساحات مفتوحة ترفيهية أيضًا. كانت نية شركة كرولي للتطوير هي أن تلبي المتاجر في الحي الاحتياجات الأساسية فقط وأن يُستخدم مركز المدينة لمعظم متطلبات التسوق. يعكس عدد وحدات المتاجر المقدمة في المواكب المجاورة هذا: مع أن الخطة الرئيسية تنص على ما لا يقل عن 20 متجرًا في كل حي فإن العدد المبني بالفعل يتراوح من 19 في حي لانجلي جرين الخارجي إلى سبعة فقط في ويست جرين بالقرب من مركز المدينة.
تُحسب أعداد السكان حاليًا حسب الأحياء وليست جميع الأحياء متقاربة في عدد سكانها. في عام 2007 وهو آخر عام تتوفر فيه أعداد السكان حسب الأحياء، كانت أكثر الأحياء اكتظاظًا بالسكان - وهما الحيان الوحيدان اللذان يزيد عدد سكانهما عن 10000 نسمة - هما باوند هيل (14,716 نسمة) وبرودفيلد (12,666 نسمة). بلغ عدد سكان نورثجيت وويست جرين 4,407 و4,404 نسمة على التوالي؛ بينما تراوح عدد سكان الأحياء الأخرى بين 5000 و9000 نسمة تقريبًا.
يحدد كل حي سكني من الأحياء السكنية الأربعة عشر بلون معين والذي يظهر على لافتات أسماء الشوارع بتنسيق قياسي في جميع أنحاء المدينة: أسفل اسم الشارع يظهر اسم الحي بنص أبيض على خلفية ملونة.
| رقم على الخريطة | اسم         | لون         | بناء بدأت |
| --------------- | ----------- | ----------- | --------- |
| 1               | لانغلي جرين | رمادي       | 1952      |
| 2               | نورثجيت     | أخضر غامق   | 1951      |
| 3               | باوند هيل   | البرتقالي   | 1953      |
| 4               | ميدينباور   | أزرق        | 1987      |
| 5               | فرن أخضر    | أخضر فاتح   | 1960      |
| 6               | تيلجيت      | أحمر        | 1955      |
| 7               | برودفيلد    | أزرق سماوي  | 1969      |
| 8               | بيووش       | بني فاتح    | 1975      |
| 9               | إيفيلد      | أرجواني     | 1953      |
| 10              | ويست جرين   | أزرق غامق   | 1949      |
| 11              | جوسوبس جرين | كستنائي     | 1956      |
| 12              | ساوثجيت     | بني         | 1955      |
| 13              | ثلاثة جسور  | أصفر        | 1952      |
| 14              | خشب فورج    | لون القرنفل | 2014      |

هناك مناطق لا تعرف على أنها أحياء ولكنها مرتبطة ارتباطًا وثيقًا بكراولي:
- تقع منطقة مانور رويال الصناعية شمال المدينة. ورغم أنها جزء من حي نورثجيت وويست غرين، إلا أنها مُخصصة بلون مُحدد: تحمل لافتات أسماء شوارعها كلمة "صناعي" على خلفية سوداء.
- يقع مركز مدينة كرولي في أقصى جنوب نورثجيت. لا تتبع لافتات أسماء الشوارع الشكل التقليدي للافتات الأحياء بل تعرض اسم الشارع فقط.
- شُيّد مطار جاتويك على موقع قصر جاتويك مانور بالقرب من قرية لوفيلد هيث. هُدم معظم القرية عند توسعة المطار إلا أن كنيسة القديس ميخائيل وجميع الملائكة المُدرجة ضمن الدرجة الثانية*[11] لا تزال قائمة. يقع موقع قرية لوفيلد هيث التي تشغلها الآن مستودعات ووحدات صناعية خفيفة، على الحدود الجنوبية للمطار، بين الطريق المحيط والطريق A23 بالقرب من مانور رويال.[12]
- كانت وورث في الأصل قريةً ذات أبرشية مدنية خاصة بها تقع خلف الحافة الشرقية لمنطقة كرولي الحضرية وحدود المقاطعة؛[13] إلا أن تطوير حيي باوند هيل ومايدنباور ملأ الفراغات، ووُسِّعت حدود المقاطعة لتشمل القرية بأكملها. ولا تزال أبرشية وورث المدنية وإن تقلص حجمها، جزءًا من مقاطعة ميد ساسكس.
- تينسلي جرين قرية صغيرة في أبرشية وورث[14] تقع الآن ضمن حي فورج وود. تقع منازلها ومزارعها وحانة "جريهاوند" (التي تُقام فيها بطولة الكرات الرخامية البريطانية والعالمية سنويًا منذ عام 1932)[15] على أو حول طريق فرعي يمتد من الشرق إلى الغرب ويمتد من طريق بالكومب - هورلي الرئيسي إلى منطقة مانور رويال الصناعية.[16]
- قرية فيرن هيل هي شرق مطار جاتويك[17] ونفس المسافة جنوب هورلي.[18] كانت بالكامل داخل البلدة منذ عام 1990 عندما نقلت حدود البلدة والمقاطعة شرقًا لتتوافق تمامًا مع الطريق السريع M23.[19] وحتى ذلك الحين كانت منازلها ومزارعها تمتد على طول الحدود.[20] كانت فيرن هيل موقعًا لتحطم طائرة مميت في عام 1969: توفي 50 شخصًا (بما في ذلك اثنان من السكان) عندما تحطمت طائرة الخطوط الجوية الأفغانية أريانا الرحلة 701 في منزل على طريق فيرن هيل.[21]

## الخدمات

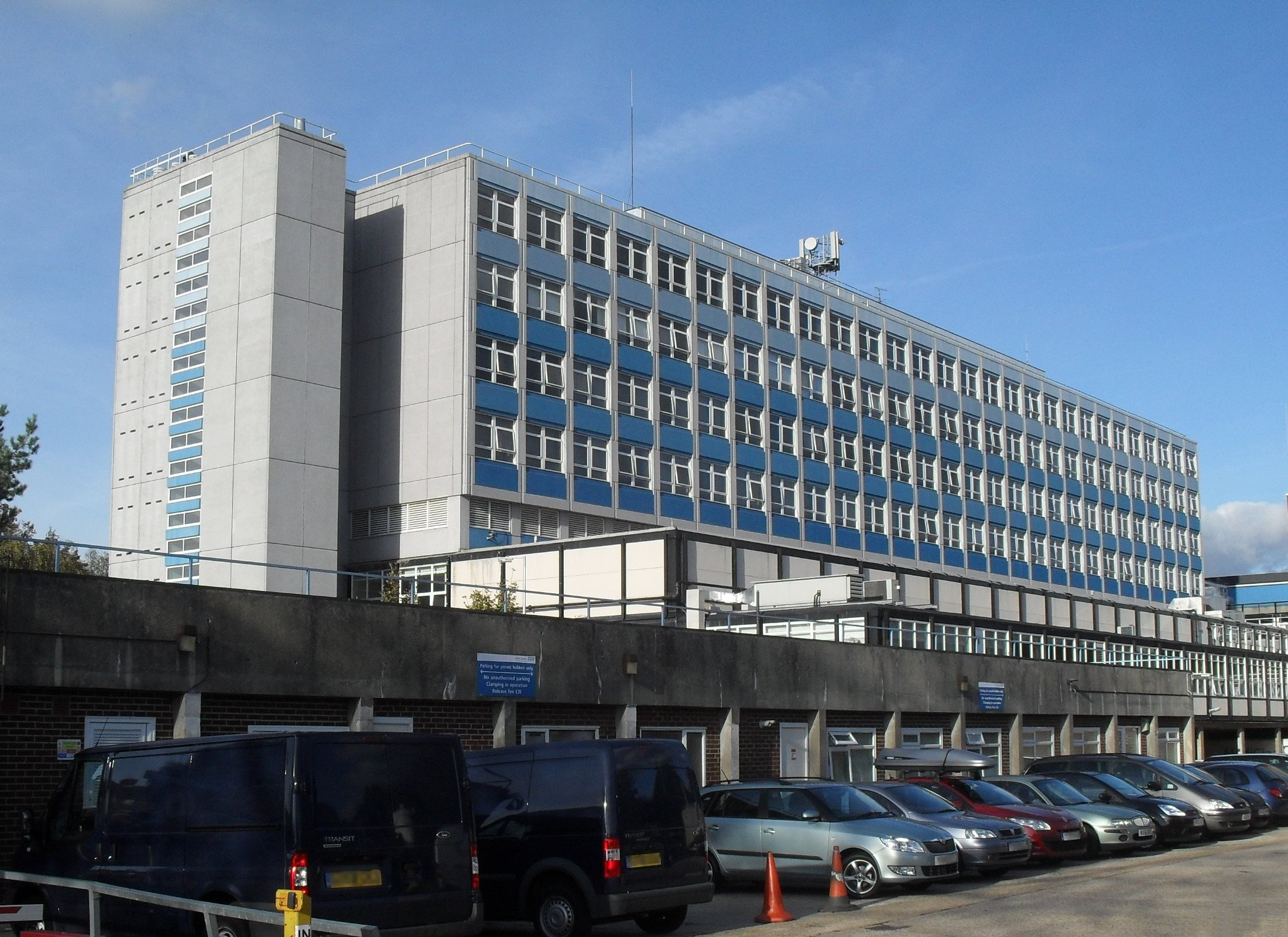
المستشفى العام
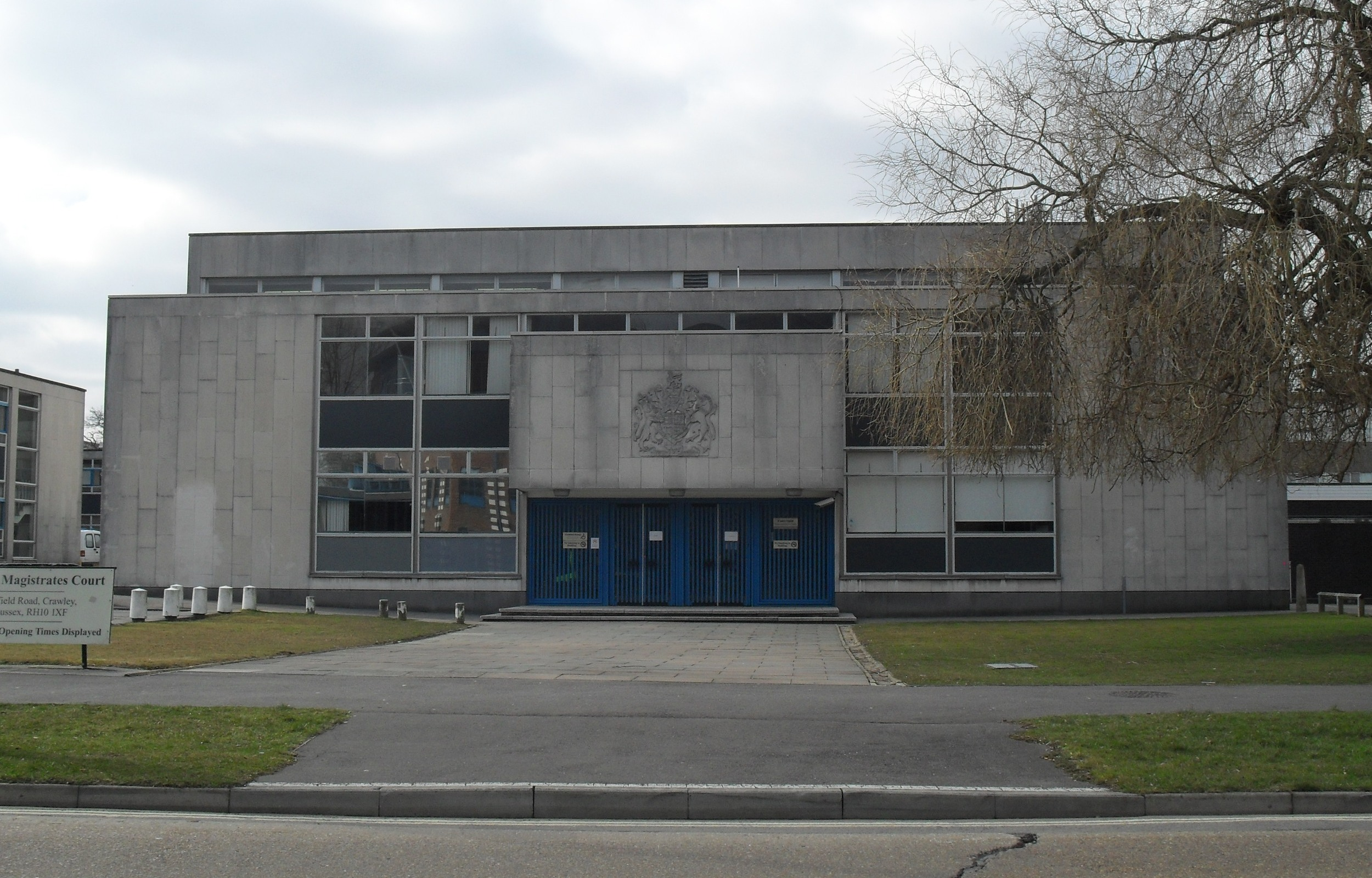
محكمة الجنايات
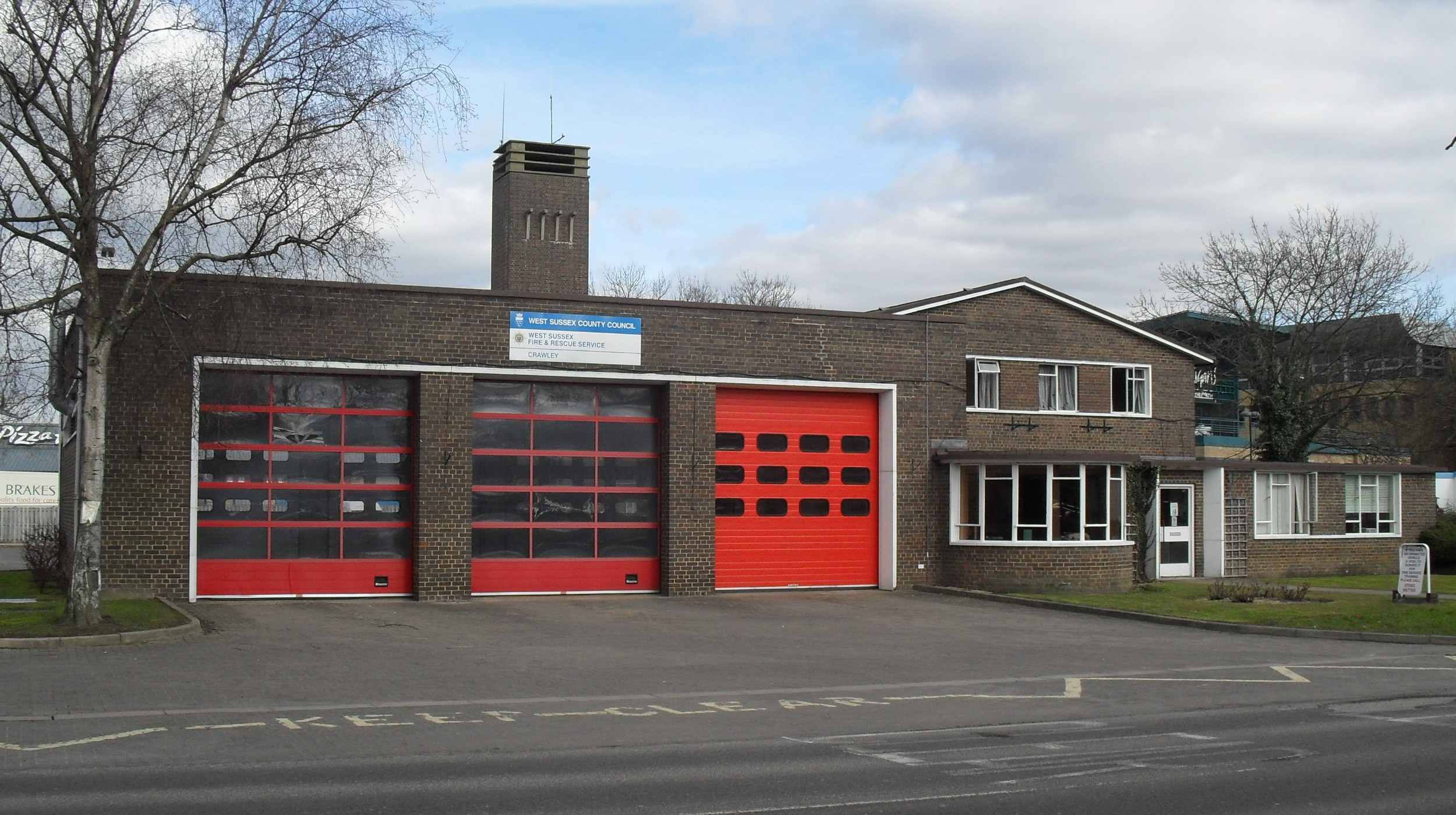
مركز المطافي
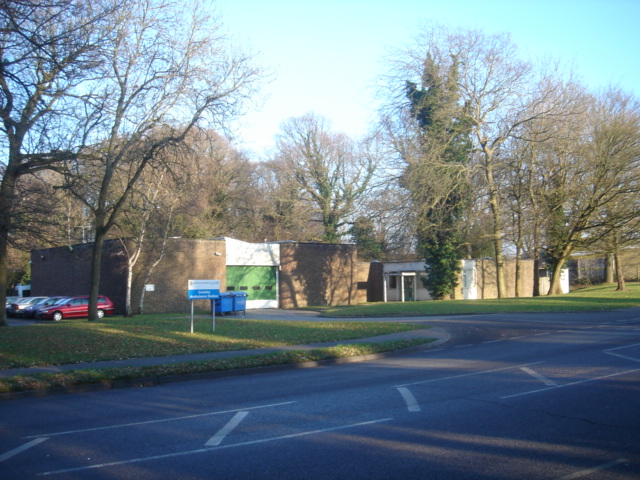
مركز الإسعاف
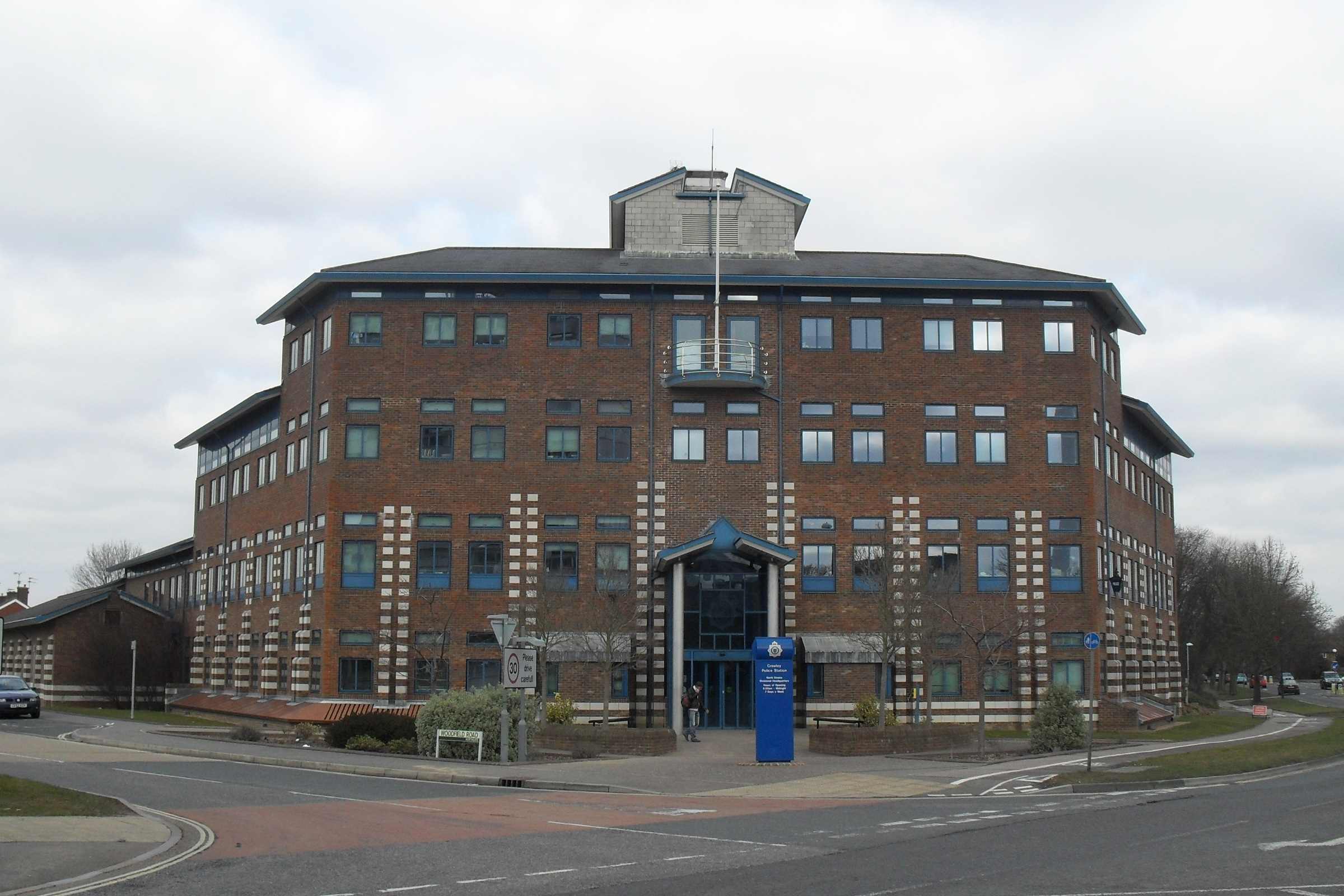
مركز الشرطة
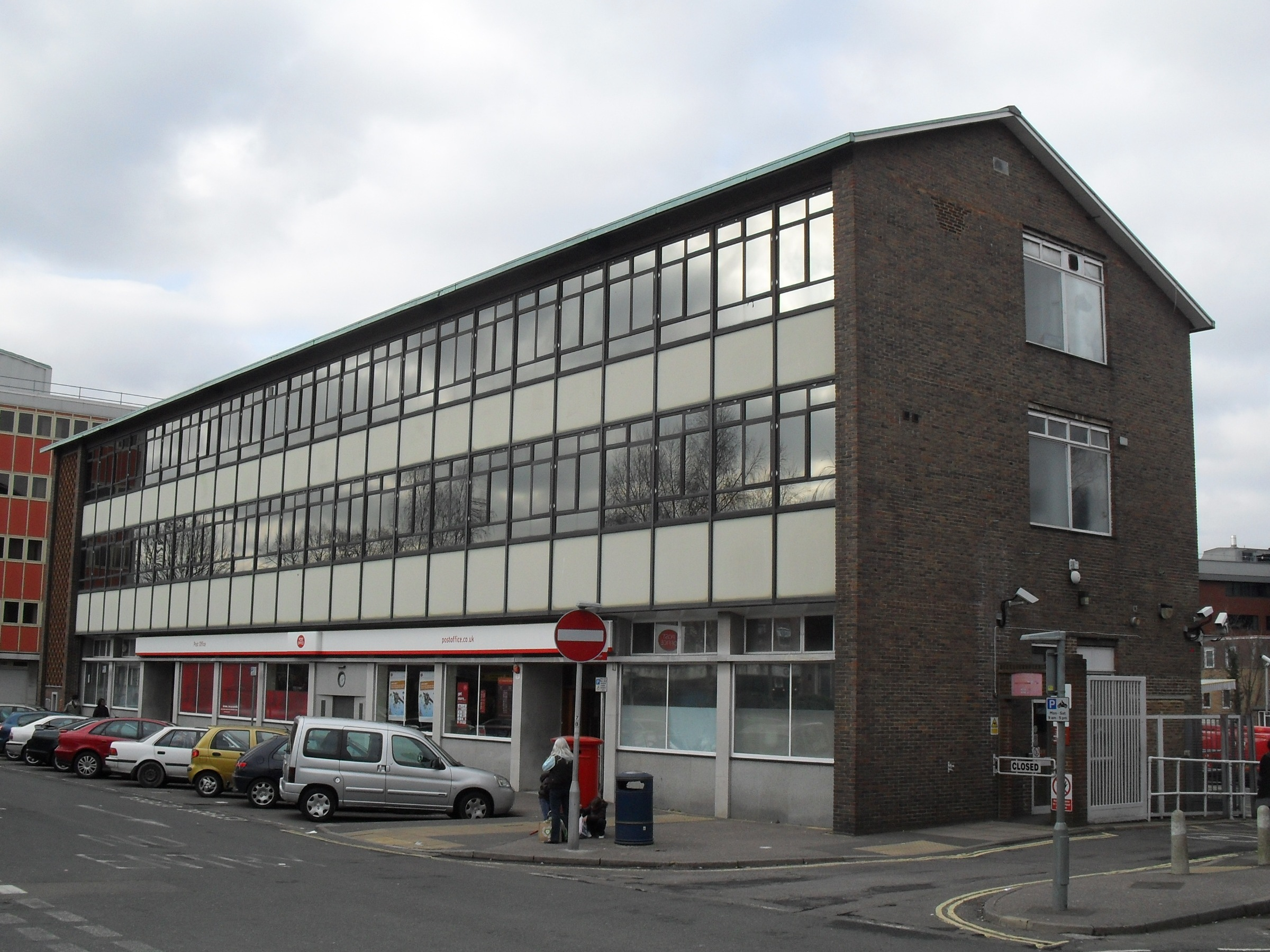
مركز البريد
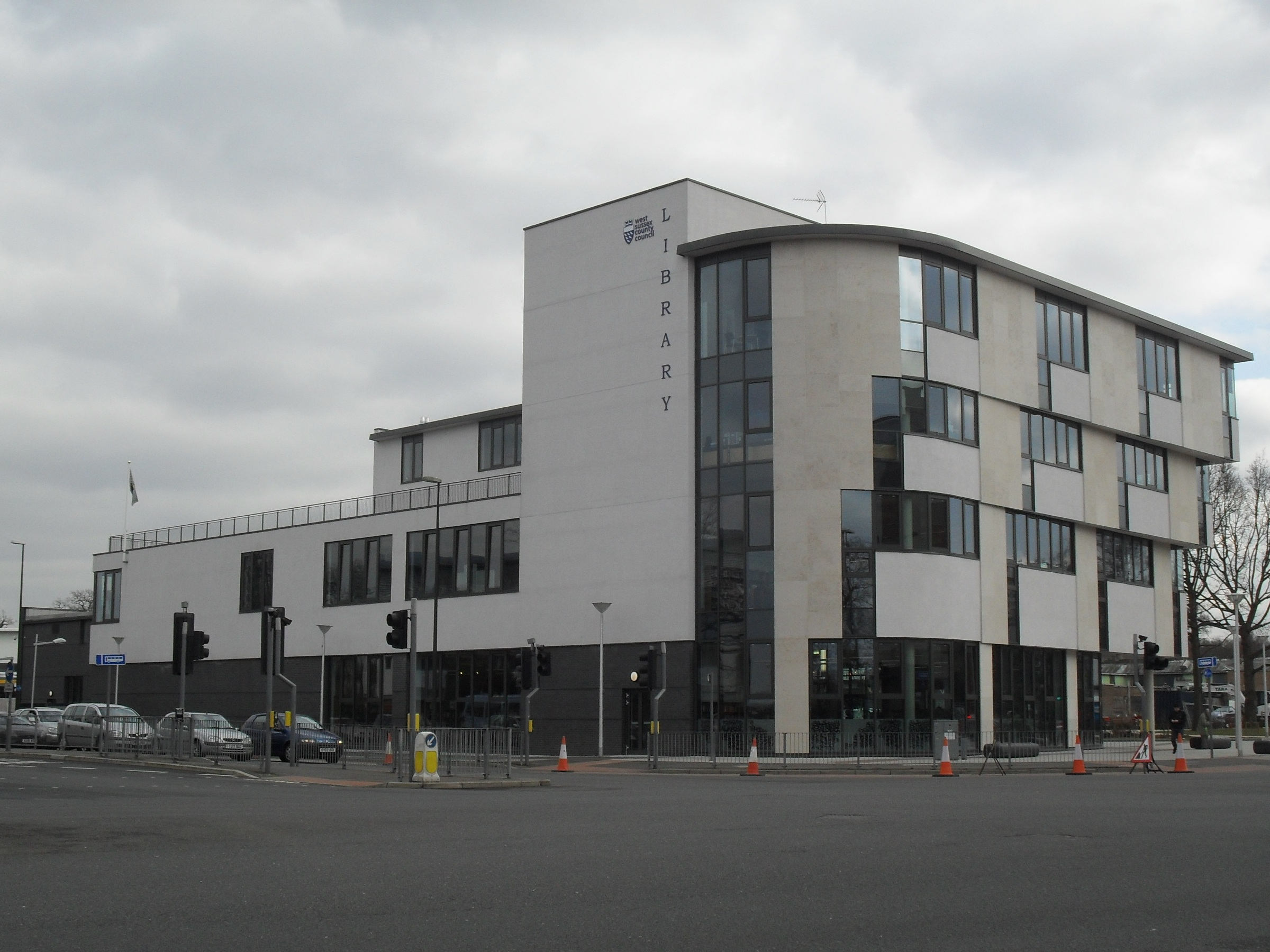
المكتبة العامة
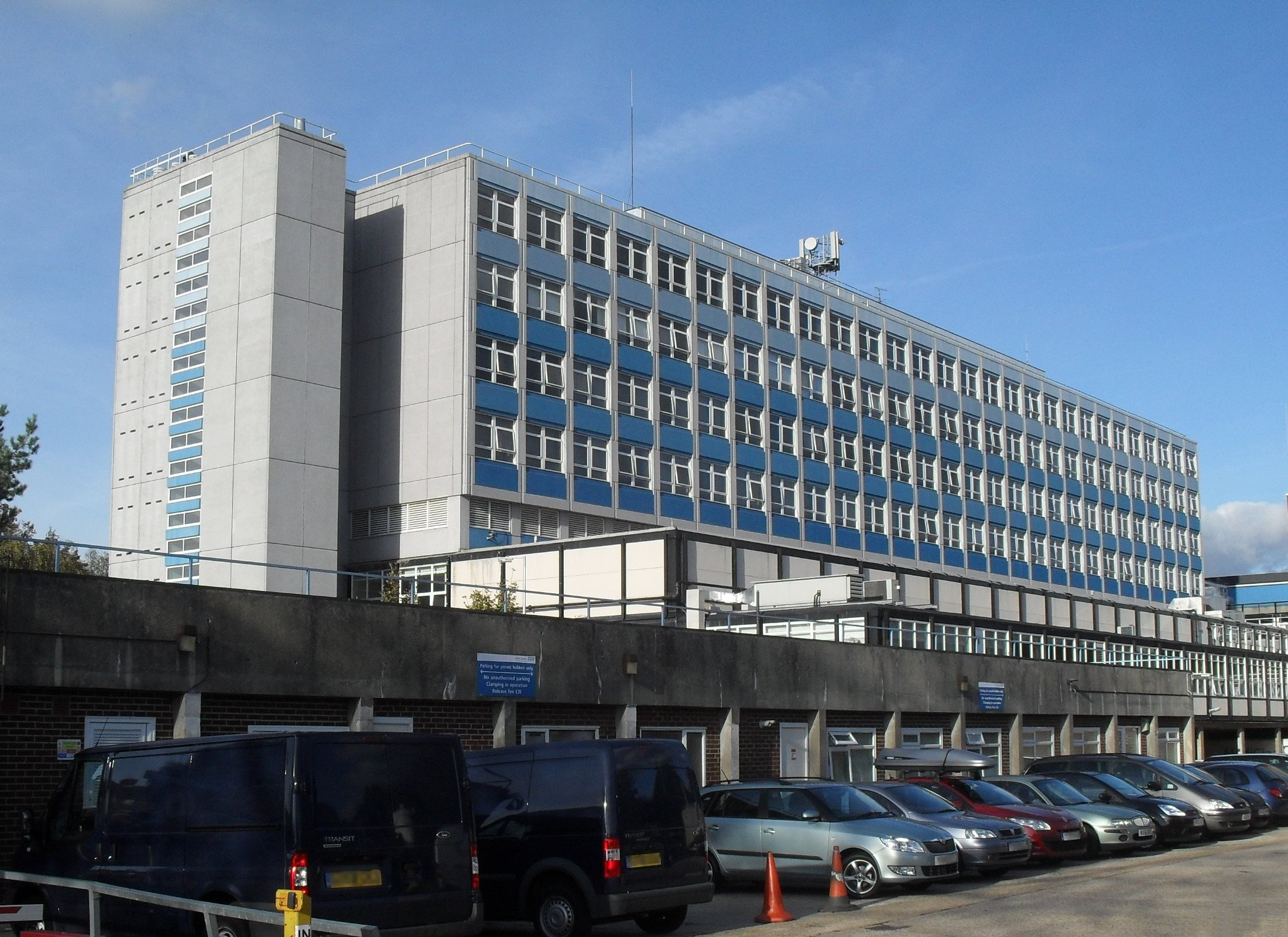
محطة معالجة الصرف الصحي
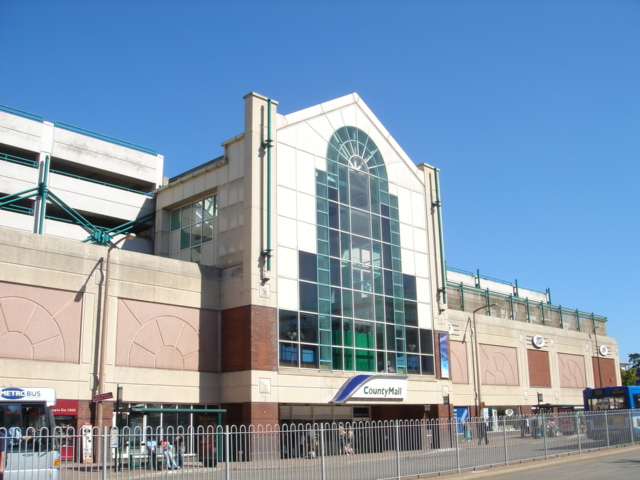
مركز التسوق
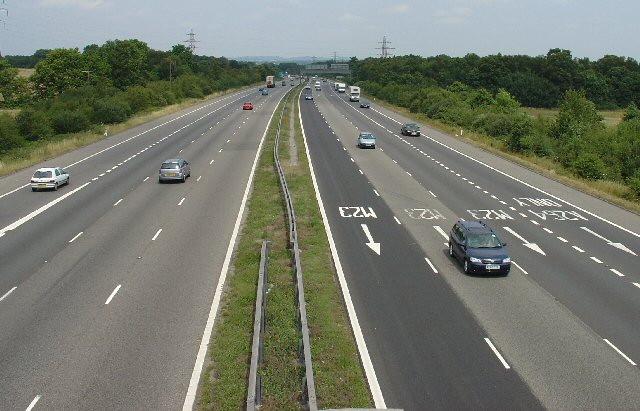
الطريق السريع
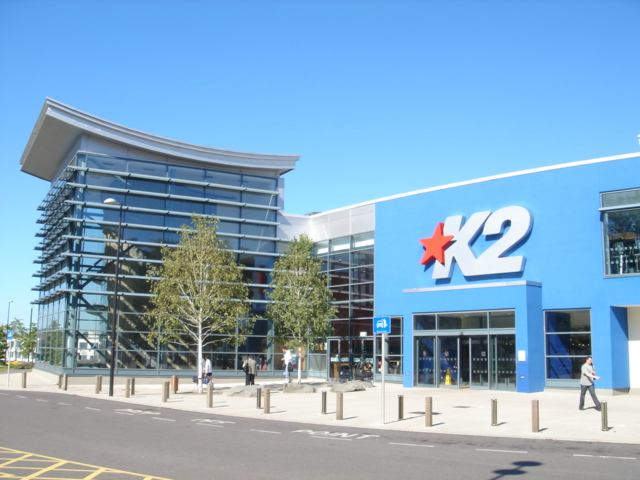
المركز الرياضي
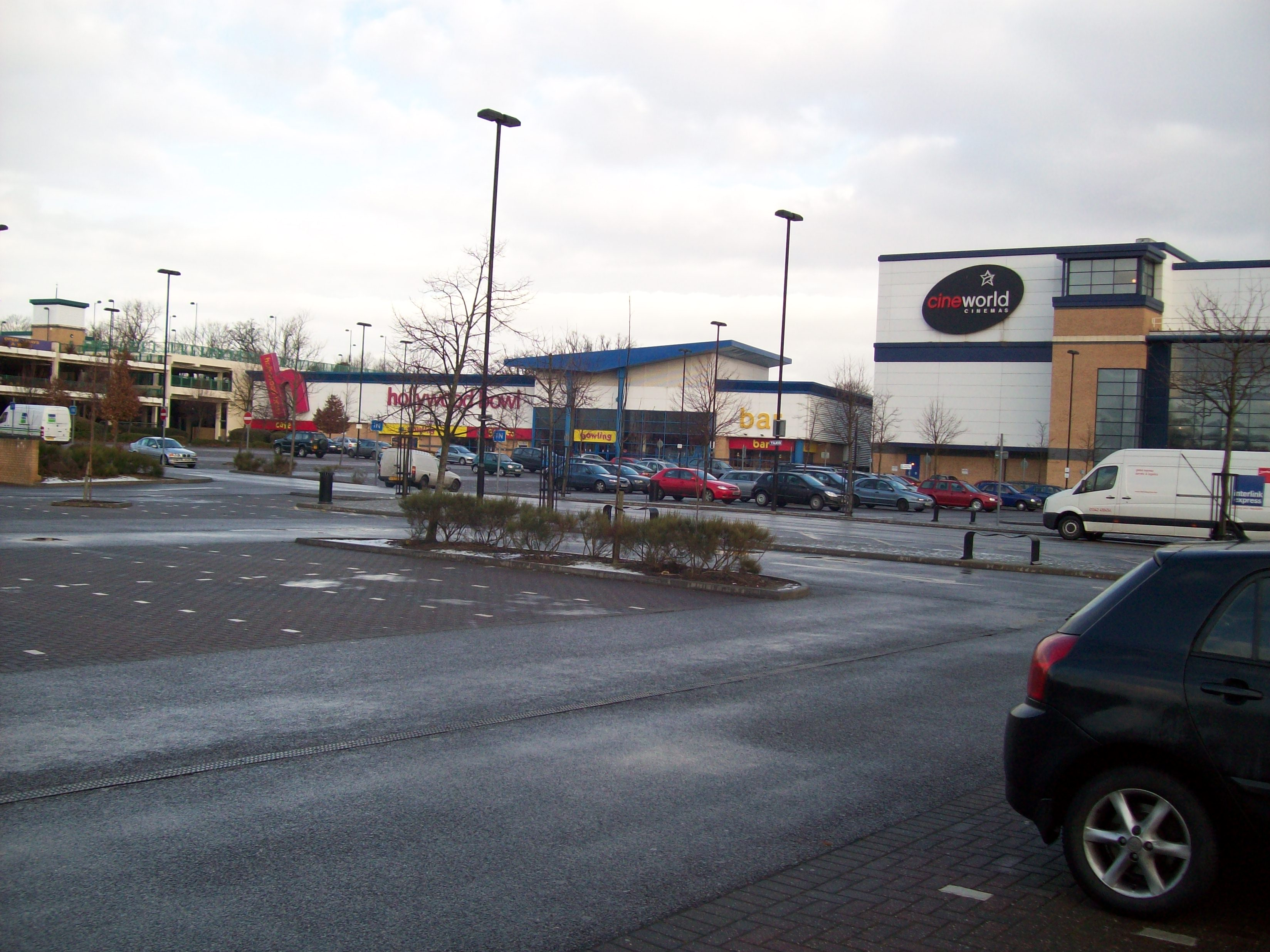
المجمع الترفيهي - سينما وبولينغ
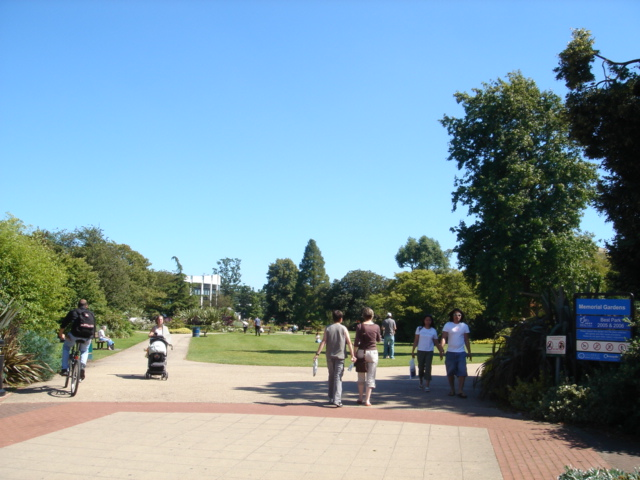
حديقة عامة

## السكان
| السنة | السكان  |
| ----- | ------- |
| 1901  | 4,433   |
| 1921  | 5,437   |
| 1941  | 7,090   |
| 1961  | 25,550  |
| 1981  | 87,865  |
| 2001  | 99,744  |
| 2011  | 106,597 |
| 2021  | 118,493 |

عُشر سكان المدينة من ذوي الجذور العائدة إلى جنوب آسيا حسب إحصاء 2011م.

## توأمة
لكرولي اتفاقيات توأمة مع:
- دورستن

## أعلام
- نايجل كالدر
- كرايغ بيكرينغ
- لوسي براون
- روي جينينغز
- جيرزي براون
- بين براون
- شاراليا أليكسيس
- جاستن بيشوب
- كيفن موسكات

## الفهرس
- Bastable، Roger (2004). Crawley. Then & Now. Stroud: Tempus Publishing. ISBN:978-0-7524-3063-8. OCLC:53242919.
- Bennett، Thomas P. (1949). New Towns Act 1946: Reports of the Aycliffe, Crawley, Harlow, Hatfield, Hemel Hempstead, Peterlee, Stevenage and Welwyn Garden City Development Corporations for period ending 31 March 1949. Crawley Development Corporation: Second Annual Report (Report). مكتب معلومات القطاع العام  [لغات أخرى]‏. OCLC:52186166.{{استشهاد بتقرير}}:  صيانة الاستشهاد: علامات ترقيم زائدة (link)
- Body، Geoffrey (1984). Railways of the Southern Region. PSL Field Guide. Cambridge: Patrick Stephens. ISBN:978-0-85059-664-9. OCLC:11496293.
- Brandon، Peter (2003). The Kent and Sussex Weald. Chichester: Phillimore & Company. ISBN:1-86077-241-2.
- Cole، Belinda (2004a). Crawley: A History and Celebration of the Town. Salisbury: Frith Book Company. ISBN:978-1-904938-19-4. OCLC:59137480.
- Cole، Belinda (2004b). Crawley: An Illustrated Miscellany. Salisbury: Frith Book Company. ISBN:978-1-904938-74-3. OCLC:59137646.
- Crawley Borough Council (1997). Crawley: Official Guide. Wallington: Local Authority Publishing Co Ltd.
- Gray، Fred، المحرر (1983). Crawley: Old Town, New Town. Occasional Papers (University of Sussex, Centre for Continuing Education), no. 18. Falmer: جامعة ساسكس. ISBN:978-0-904242-21-8. OCLC:16599642.
- Green، Jeffrey؛ Allen، Peter (1993). Crawley New Town in old photographs. Stroud: Alan Sutton Publishing. ISBN:978-0-7509-0472-8. OCLC:30026985.
- Gwynne، Peter (1990). A History of Crawley. Chichester: Phillimore & Company. ISBN:978-0-85033-718-1. OCLC:59815249.
- Kraemer-Johnson، Glyn؛ Bishop، John (2005). Southdown Days. Hersham: Ian Allan Publishing. ISBN:978-0-7110-3077-0. OCLC:60837945.
- Lowerson، John، المحرر (1980). Crawley: Victorian New Town. Occasional Papers (University of Sussex, Centre for Continuing Education), no. 12. Falmer: جامعة ساسكس. ISBN:978-0-904242-14-0. OCLC:16563480.
- Mitchell، Vic؛ Smith، Keith (1986a). Three Bridges to Brighton. Southern Main Lines. Midhurst: Middleton Press. ISBN:978-0-906520-35-2. OCLC:60024136.
- Mitchell، Vic؛ Smith، Keith (1986b). Crawley to Littlehampton. Southern Main Lines. Midhurst: Middleton Press. ISBN:978-0-906520-34-5. OCLC:60024134.
- s.n. (1839). Pigot's Directory of Sussex. London and Manchester: Pigot & Co. WSC13002. مؤرشف من الأصل في 2011-06-11. اطلع عليه بتاريخ 2008-03-31.